# La Petite Icare
La Petite Icare (titre original : The Icarus Girl) est le premier roman écrit par l'autrice britannique Helen Oyeyemi. Il a été publié en 2005 aux éditions Bloomsbury.

## Résumé
Enfant d’un père anglais et d’une mère nigériane, Jessamy Harrison possède une imagination débordante. Dès l'âge de huit ans, elle a du mal à s’intégrer parmi les autres enfants. La première fois qu'elle se rend au Nigeria, elle se fait une amie qui la comprend : TillyTilly. Faisant triste figure dans ses habits troués, cette petite fille rend de plus en plus souvent visite à Jess. Rapidement, elle réalise qu'elle ne connait rien de TillyTilly et commence à prendre peur de ses visites troublante.
En prenant appui sur la mythologie nigériane, l'autrice présente une variation  du thème littéraire classique du double, réel et spirituel.